# Centropomus nigrescens
Centropomus nigrescens är en fiskart som beskrevs av Günther, 1864. Centropomus nigrescens ingår i släktet Centropomus och familjen Centropomidae. IUCN kategoriserar arten globalt som livskraftig. Inga underarter finns listade i Catalogue of Life.